# Dubai World
Dubai World (tiếng Ả Rập: دبي العالمية) là một công ty đầu tư quản lý và giám sát danh mục các doanh nghiệp và dự án cho chính phủ Dubai trên một loạt các phân đoạn công nghiệp và dự án quảng bá Dubai như một trung tâm thương mại và giải trí. Là một công ty con của Dubai Inc., tiểu vương quốc của người tiên phong trong đầu tư toàn cầu và có vai trò trung tâm trong sự chỉ đạo của nền kinh tế Dubai. Tài sản bao gồm DP World, gây ra nhiều tranh cãi khi nó cố gắng tiếp nhận sáu bến cảng ở Mỹ; cánh tay tài sản của nó, Nakheel, xây dựng quần đảo Cây Cọ và phát triển quần đảo Thế giới và Istithmar World, công ty đầu tư của nó. Chủ tịch công ty là ông Ahmed bin Saeed Al Maktoum.

## Lịch sử
Dubai World được thành lập theo nghị định được phê chuẩn ngày 2 tháng 3 năm 2006 bởi Sheikh Mohammed bin Rashid Al Maktoum, tiểu vương Dubai. Ông cũng là cổ đông lớn nhất ở Dubai World.
Vào ngày 2 tháng 7 năm 2006, công ty đang nắm giữ với hơn 50.000 nhân viên tại hơn 100 thành phố trên toàn cầu. Hiện tại, nhóm đã đầu tư bất động sản rộng lớn tại Hoa Kỳ, Vương quốc Anh và Nam Phi. Dubai World đã đưa ra các lập luận vào tháng 3 năm 2008 sau khi chủ tịch của nó, Sultan Ahmed bin Sulayem, đe dọa sẽ lấy tiền của quỹ ra khỏi châu Âu. Các mối đe dọa của Dubai World đến ngay sau khi Liên minh châu Âu cố gắng đặt ra "một bộ nguyên tắc về tính minh bạch, khả năng dự đoán và trách nhiệm" cho các quỹ tài sản có chủ sở hữu.
Vào ngày 26 tháng 11 năm 2009, Dubai World đã đề nghị trì hoãn việc trả nợ của mình, điều này làm tăng nguy cơ mặc định của chính phủ lớn nhất kể từ khi tái cấu trúc nợ của Argentina vào năm 2001. Dubai World, phương tiện đầu tư cho tiểu vương quốc, yêu cầu trì hoãn sáu hàng tháng thanh toán khoản nợ 26 tỷ đô la. Mức độ nợ nần khiến nhiều thị trường khiến nhiều chỉ số giảm; bao gồm cả giá dầu. Chứng khoán Mỹ giảm mạnh nhưng bật lại từ mức thấp khi các nhà đầu tư kết luận rằng thiệt hại có thể được kiểm soát. Chỉ số công nghiệp Dow Jones mất khoảng 155 điểm, tương đương khoảng 1,5%, trong một ngày giao dịch ngắn và các cổ phiếu khác cũng giảm. Giá dầu giảm mạnh 7% trước khi phục hồi sau đó trong ngày.
Ngày 12 tháng 12 năm 2010, Sheikh Ahmed bin Saeed Al Maktoum, người đứng đầu hãng hàng không Emirates, là chủ tịch của Dubai World trong hội đồng quản trị một năm sau khi công ty cho biết sẽ ngừng trả nợ. Ông đã thay thế chiếc ghế của Sultan Ahmed bin Sulayem.
Andrew (Andy) Watson, từng là Giám đốc điều hành tại Dubai World từ tháng 7 năm 2011.
Vào ngày 29 tháng 1 năm 2013, Drydocks World đã ký một biên bản ghi nhớ hợp tác liên doanh trị giá 2,5 tỷ USD với Indonesia để phát triển một cụm hàng hải ở quốc gia châu Á này, trong đó có ngành công nghiệp hóa dầu.

## Bù trừ nợ năm 2009
Với sự khởi đầu của cuộc khủng hoảng tài chính giai đoạn 2007-2010, thị trường bất động sản của Dubai đã giảm sau 6 năm bùng nổ. Vào ngày 25 tháng 11 năm 2009, chính quyền Dubai đã thông báo rằng công ty "dự định yêu cầu tất cả các nhà cung cấp tài chính cho Dubai World phải 'bế tắc' và gia hạn các kỳ hạn cho đến ngày 30 tháng 5 năm 2010". Công ty đã sa thải 10.500 nhân viên trên toàn thế giới. Vào thời điểm đó, Dubai World có khoản nợ 59 tỷ đô la, chiếm gần ba phần tư số nợ 80 tỷ đô la của tiểu vương quốc. Khoản vay này bao gồm khoản vay 3,5 tỷ đô la Mỹ mà công ty không thể hoàn trả trước hạn chót là tháng 12.
Đáp lại chính phủ đã thông báo lệnh cấm của Dubai World, cả Moody's và Standard & Poor's Investors Services đã hạ cấp nợ của nhiều đơn vị liên quan đến chính phủ Dubai với lợi ích về tài sản, tiện ích, hoạt động thương mại và kinh doanh hàng hóa. Trong trường hợp của Moody, việc hạ cấp có nghĩa là các cơ quan bị ảnh hưởng mất khả năng đầu tư của họ.
Mối lo ngại về các vấn đề nợ của Dubai đã đóng góp vào các chỉ số chứng khoán châu Âu chính giảm hơn 3% vào ngày 26/11. Tiếp theo là sự sụt giảm của chứng khoán châu Á vào ngày 27/11. Tuy nhiên, thị trường chứng khoán châu Âu hồi phục trở lại khi các nhà đầu tư lo ngại khi họ quyết định khoản nợ ước tính không đủ lớn để gây ra một sự thất bại hệ thống trên thị trường tài chính toàn cầu. Jane Foley, giám đốc nghiên cứu tại Forex.com ở Luân Đôn cho biết: “Hiện tại, thị trường đang xem xét vấn đề nợ của Dubai có thể là một cơn bão thường chứ không phải là một siêu bão”. Thị trường Mỹ đã đóng cửa vào ngày 26 tháng 11 nhưng cổ phiếu của Mỹ đã giảm vào chiều ngày 27/11 khi những lo ngại tương tự đã làm rung chuyển Phố Wall trong một phiên giao dịch nửa ngày giao dịch thưa thớt. Chỉ số công nghiệp Dow Jones (INDU) giảm 155 điểm, tương đương 1,5% sau khi đóng cửa ngày 25/11 ở mức cao nhất trong 13 tháng. Chỉ số Dow đã mất 233 điểm vào buổi sáng. Ngoài ra, mối quan tâm của cuộc khủng hoảng đã dẫn đến một cuộc biểu tình mạnh mẽ bằng đồng đô la Mỹ và đồng Yên Nhật so với hầu hết các đồng tiền khác trên thế giới khi các loại tiền tệ này được coi là tiền tệ "an toàn" trong thời gian không chắc chắn.
Một quan chức cấp cao giấu tên nói với các hãng tin vào ngày 28 tháng 11 rằng Abu Dhabi, thủ đô giàu có của Các Tiểu vương quốc Ả Rập thống nhất, sẽ "chọn" cách hỗ trợ Dubai World. "Chúng tôi sẽ xem xét các cam kết của Dubai và tiếp cận họ trên cơ sở đúng đắn" quan chức nói với hãng tin Reuters qua điện thoại, nói thêm: "Nó không có nghĩa là Abu Dhabi sẽ bảo lãnh tất cả các khoản nợ của họ." Trong khi đó, thống đốc ngân hàng trung ương Ấn Độ cho biết một đánh giá về tác động của vấn đề nợ của Dubai là cần thiết trước khi phản ứng. "Một bài học của cuộc khủng hoảng là chúng ta phải nghiên cứu sự phát triển, và tôi nghĩ chúng ta phải đo lường mức độ của vấn đề ở đó và nó tác động đến Ấn Độ như thế nào". Duvvuri Subbarao cho biết tại Hyderabad, Ấn Độ.
Một tuyên bố công khai ngày 30 tháng 11 năm 2009, của Tổng giám đốc Sở Tài chính Dubai, rằng các khoản nợ của Dubai World là "không được chính phủ bảo đảm" có vẻ phản ánh chính xác vị trí pháp lý, vì chính phủ Dubai không bắt buộc người cho vay và họ cũng không cung cấp bất kỳ bảo đảm hợp đồng nào đối với khoản nợ của Dubai World:
Các quan chức tại Các Tiểu vương quốc Ả Rập thống nhất đã cố gắng vào ngày 1 tháng 12 để trấn an các nhà đầu tư và công chúng trong cuộc khủng hoảng nợ của Dubai World và chính công ty cho biết họ đang tìm cách tái đàm phán chỉ 26 tỷ đô la trong các nghĩa vụ do nhà phát triển bất động sản gặp khó khăn của nó, Nakheel. Nó cũng nói rằng họ đã thuê Moelis & Company, cửa hàng đầu tư do Ken Moelis, một cựu chủ ngân hàng của UBS, làm cố vấn. Rothschild cũng đang tư vấn cho Dubai World. Cổ phiếu tại Dubai và Abu Dhabi giảm trong ngày thứ hai, với cả hai chỉ số chính giảm khoảng 6%. Vào ngày 30 tháng 11, cổ phiếu giảm ở Dubai và Abu Dhabi lần lượt là 7,3% và 8,3%.
Vào ngày 14 tháng 12 năm 2009, chính phủ Dubai đã nhận được khoản viện trợ bất ngờ trị giá 10 tỷ USD từ Abu Dhabi cho Dubai World trả nợ, cho biết sẽ sử dụng 4,1 tỷ USD để trả lại khoản trái phiếu Hồi giáo của Nakheel đáo hạn trong cùng ngày.
Tính đến ngày 24 tháng 1 năm 2010, tài sản của Dubai World đã vượt quá 120 tỷ USD, để nó có thể trang trải khoản nợ 57 tỷ USD của mình.

### Giao dịch nợ
Dubai World vào ngày 20 tháng 5 năm 2010 cho biết họ đã đạt được một thỏa thuận "về nguyên tắc" với hầu hết các ngân hàng cho vay để tái cơ cấu nợ trị giá 23,5 tỷ đô la (16,4 tỷ bảng Anh). Nó sẽ còn lại với các khoản nợ 14,4 tỷ đô la sau khi tái cơ cấu. Nhưng thỏa thuận này vẫn phải được chấp thuận bởi các ngân hàng khác không tham gia vào các cuộc đàm phán. Các điều khoản của việc tái cấu trúc, bao gồm chuyển đổi 8,9 tỷ đô la nợ chính phủ thành vốn chủ sở hữu. Chính phủ Dubai và Dubai World đã đưa ra đề nghị này cho các ngân hàng cho vay vào tháng 3 năm 2010 sau ba tháng đàm phán.

## Các công ty được quản lý
- DP World

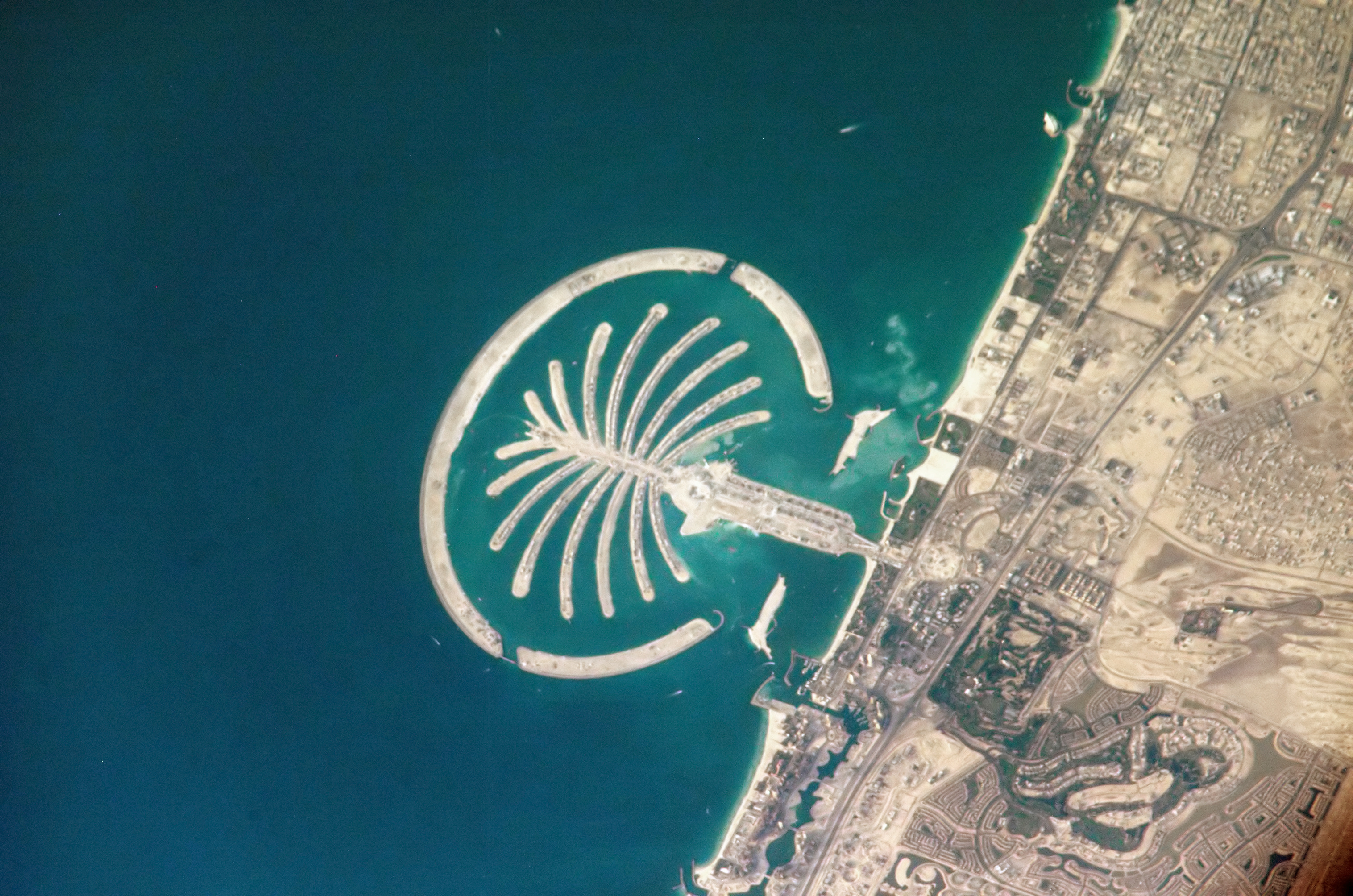
Đảo nhân tạo của Nakheel Properties Palm Jumeirah nhìn từ Trạm vũ trụ Quốc tế năm 2005.

- Khu kinh tế thế giới, công ty mẹ của Khu tự do Jebel Ali
- Bến tàu Dubai Dry
- Dubai Maritime City
- Istithmar World
- Infinity World Development